# ميغيل كونتريراس توريس
ميغيل كونتريراس توريس (بالإسبانية: Miguel Contreras Torres)‏ (و. 1899 – 1981 م) هو مخرج أفلام، ومنتج أفلام، وكاتب سيناريو، وممثل أفلام، وممثل تلفزي مكسيكي، ولد في موريليا، توفي في مدينة مكسيكو، عن عمر يناهز 82 عاماً.

## وصلات خارجية
- ميغيل كونتريراس توريس على موقع IMDb (الإنجليزية)
- ميغيل كونتريراس توريس على موقع ألو سيني (الفرنسية)
- ميغيل كونتريراس توريس على موقع أول موفي (الإنجليزية)
- ميغيل كونتريراس توريس على موقع قاعدة بيانات الأفلام السويدية (السويدية)
- ميغيل كونتريراس توريس على موقع قاعدة بيانات الفيلم (الإنجليزية)
- ميغيل كونتريراس توريس على موقع كينوبويسك (الروسية)